# Слав (нос)
Нос Слав (на английски: Slav Point) е покрит с лед географски нос в северната част на входа на Зименския залив на бряг Оскар II на Земя Греъм. Намира се на източния бряг на полуостров Чърчил. Носът е наречен по името на българския деспот от Второто българско царство Алексий Слав (XII-XIII век).

## Местоположение
Нос Слав е с координати: 66°28′50″S 62°31′00″W, което е на 28,9 km северно от нос Александър, 33,2 km южно от нунатака Гъливер. Картиран е през 1974 година от британска експедиция.

## Карти
- Британска антарктическа територия: Земя Греъм. Мащаб 1:250000 топографска карта. BAS 250 Series, Лист SQ 19 – 20. Лондон, 1974.
- Антарктическа дигитална база данни (ADD). Мащаб 1:250000 топографска карта на Антарктика. Научен комитет по антарктическите изследвания (SCAR), 1993 – 2016.